# Crassula southii
Crassula southii är en fetbladsväxtart. Crassula southii ingår i släktet krassulor, och familjen fetbladsväxter.

## Underarter
Arten delas in i följande underarter:
- C. s. southii
- C. s. sphaerocephala